# Grandi uffici della Corona di Francia
I grandi uffici della Corona di Francia (Grand office de la couronne de France) costituivano incarichi governativi conferiti dai re di Francia nel Medioevo e nell'età moderna. Tali uffici videro il loro numero e la loro natura cambiare notevolmente nel corso della storia della monarchia francese.
Sotto i Merovingi, gliufficiali della Corona erano il maggiordomo di palazzo, i duchi o governatori delle province, i conti o governatori delle città, i conti di palazzo, il comes stabuli, che divenne il connestabile, il referendario che divenne cancelliere, il gran cameriere o ciambellano. Con i Carolingi si aggiunsero le cariche di gran cappellano, siniscalco, di gran coppiere, di gran maresciallo, di gran cacciatore e di gran falconiere.
I grandi uffici vennero poi gradualmente trasformati dai Capetingi. I Valois-Angoulême si impegnarono per riformare la Corte reale con il "Conseil du Roi" e i grandi ufficiali per dare maggior efficacia alle proprie azioni.
Enrico III ne fissò il loro numero con lettere patenti del 3 aprile 1582. Altre modifiche vennero da Enrico IV e poi nel 1626 da Luigi XIII, infine ancora nel 1689 da Luigi XIV.
Tutti questi incarichi sottostavano alla decisione del re, non essendo né ereditari né venali. Tuttavia la nomina era vitalizia, ad eccezione del guardasigilli.

## I grandi uffici ai tempi di Enrico III
Dal regno di Enrico I (1031) a quello di Luigi VIII (1226) le carte e le lettere del re erano sottoscritte dal cancelliere (direttore della giustizia e dei grandi e piccoli sigilli), dal connestabile (amministratore e capo delle armate), dal gran maestro (capo e sovrintendente generale della Casa del Re), dal ciambellano o camerlengo (custode del sigillo segreto), e dal gran maggiordomo o boutellier (gestore degli approvvigionamenti della corte). Dal 1320, i cancellieri cessarono di firmare le lettere ma continuarono ad apporre il sigillo reale.
Nell'ordine gerarchico decisa da una dichiarazione di Enrico III del 1582, troviamo:
1. il connestabile di Francia, prima capo delle scuderie reali, quindi dell'amministrazione e della guida dell'esercito. La carica venne soppressa nel 1626 con la morte dell'ultimo detentore del titolo, detenendo chi la portava un potere così importante da mettere potenzialmente in ombra il sovrano.
2. il cancelliere di Francia, responsabile della sigillatura e spedizione degli atti reali, poi capo della giustizia; il cancelliere aveva come suo supplente il guardasigilli di Francia, che assorbiva tutti i doveri del cancelliere in caso di supplenza;
3. Il gran maestro di Francia, responsabile della Maison du Roi de France per la parte civile;
4. il gran ciambellano di Francia, responsabile della camera del re;
5. l'ammiraglio di Francia, responsabile degli affari marittimi; incarico abolito nel 1627 e ricreato nel 1669;
6. il maresciallo di Francia, dignitario militare e capo dei fatto dell'esercito dopo l'abolizione dell'incarico di connestabile;
7. il gran scudiero di Francia, responsabile delle scuderie reali;
8. Il gran maestro dell'artiglieria, responsabile dell'artiglieria, degli assedi e dell'approvvigionamento di armi; questa carica è stata eretta a grande ufficio della Corona da Enrico IV nel 1601 e abolita da Luigi XV nel 1755;
9. Il gran viario di Francia, responsabile delle strade reali, delle manutenzioni, delle piazze e dell'abbellimento delle città; questa carica è stata eretta a grande ufficio della Corona da Enrico IV per Massimiliano di Béthune nel 1599 e riunita nel 1626 a quella di tesoriere di Francia.

## Gli altri grandi uffici
I grandi uffici della Corona devono essere distinti dai grandi uffici della casa reale. Solo tre grandi ufficiali della casa reale erano anche grandi ufficiali della Corona: il gran maestro, il gran ciambellano e il gran scudiero (écuyer).
Tuttavia, alcuni uffici della casa reale ereditati dal Medioevo sono considerati a posteriori tra i grandi uffici della Corona:
1. il siniscalco di Francia, capo della casa reale e dell'esercito; incarico soppresso nel 1191;
2. il gran cameriere di Francia, capo della camera del re; incarico soppresso nel 1545;
3. il gran bottigliere, responsabile della supervisione dei vigneti reali;
4. il gran coppiere, gestore dell'approvvigionamento di vino per la corte reale;
5. il gran panettiere, gestore dell'approvvigionamento di pane per la corte reale;
6. il gran cuciniere, supervisore delle cucine di corte.

Gli ultimi tre uffici non sono sempre inclusi nella lista dei grandi uffici della Corona.
Nel XVII secolo, il genealogista Pierre de Guibours incluse nei grandi uffici anche:
1. il gran cacciatore, maestro di caccia del Re;
2. il gran falconiere, responsabile dell'allevamento dei rapaci del Re;
3. il gran luparo, maestro della caccia al lupo.